# Paolo Cagnan
Paolo Cagnan (Bolzano, 16 aprile 1967) è un giornalista e scrittore italiano.

## Carriera

### Giornalista
Giornalista specializzato in cronaca nera e giudiziaria, è stato caporedattore centrale al quotidiano Alto Adige; in precedenza aveva ricoperto lo stesso ruolo al Trentino.
Dal marzo 2011 collabora con il settimanale l'Espresso.
Il 30 luglio 2014 viene nominato direttore della Gazzetta di Reggio, dove prende il posto di Alessandro Moser.
Dopo nemmeno due anni alla guida del quotidiano reggiano, il 20 aprile 2016 viene nominato condirettore dei quotidiani veneti del Gruppo L'Espresso (Il Mattino di Padova, La Tribuna di Treviso, La Nuova Venezia e Corriere delle Alpi), al fianco di Paolo Possamai.
Dal primo novembre 2023 è vicedirettore di Nord Est Multimedia (NEM) con la delega al digitale e all'integrazione multimediale.

### Scrittore
Nei suoi libri si è occupato spesso di fatti di cronaca nera. Il primo libro pubblicato da Cagnan (Marco Bergamo-Tutta la verità sui delitti di Bolzano, del 1994) era infatti dedicato alla vicenda di Marco Bergamo, il serial killer noto come Mostro di Bolzano. A questo sono seguiti poi Delitti e Misteri (2000) e Trilogia in giallo (2005), in cui Cagnan racconta fatti di cronaca avvenuti in Alto Adige.
Un altro filone è dedicato alle biografie: Il comandante Gonzalo va alla guerra. Un sudtirolese guerrigliero in Bolivia (1997), dedicato alla figura di Michael Nothdurfter (il libro è stato poi anche tradotto in tedesco, come Miguel. Leben und Sterben eines Guerilleros aus Südtirol), e Trov@te il pilota Wisner (2001), in cui viene ricostruita la storia di un pilota statunitense, abbattuto insieme con altri due aerei sui cieli di Bolzano il 20 ottobre 1944. Entrambi i libri sono stati premiati: il primo con il Premio Pierluca Pontrandolfo, il secondo con il Premio Autori da scoprire, nella sezione saggistica.
Unico romanzo è il giallo Similaun e Juanita. Il mistero delle mummie rubate (2003), che da inedito, col titolo La mummia, ha vinto il Premio Autori da scoprire nella sezione narrativa.
Nel 2009 ha pubblicato Con tutti i posti che ci sono... Cronache semiserie lungo la Transiberiana, racconto di viaggio sulla Transiberiana tra Mosca e Pechino. Nel 2011 ha creato un gruppo Facebook sullo slang di Bolzano, dal quale è nato poi un piccolo dizionario, ristampato più volte. Nel 2021 ha pubblicato Ricordi di naia alpina e - riprendendo il filone della narrativa di viaggio - Avventura Overland - Il giro del mondo su camion alla portata di (quasi) tutti, con un blog collegato. Nel febbraio 2014 ha aperto il blog di viaggi "Ma dove vai?". Nel 2017, in occasione dell'Adunata nazionale alpini di Treviso, ha curato il volume Naja alpina. Le immagini, i ricordi con prefazione di Ferdinando Camon
Nel 2022 inizia a occuparsi di produzioni podcast. Prima cura la serie I 7 vizi capitali oggi (+2) di Vera Slepoj, per Repubblica e La Stampa . Poi firma il podcast Guardie e Ladri con Giovanni Ziccardi per One Podcast e Apple Podcast.
Nel settembre 2023, riprendendo il suo primo libro del 1994, ha pubblicato per Athesia Anatomia di un serial killer - Marco Bergamo, storia del mostro di Bolzano, nel quale ipotizza che possa essere stato il bolzanino, morto nel 2017, ad avere ucciso Simonetta Cesaroni, ricollegandolo quindi al delitto di via Poma a Roma. Pochi mesi dopo, nell'ambito della collana "Storia dei grandi misteri d'Italia", esce Il delitto Waldner come allegato alla Gazzetta dello Sport. Nel 2024 altri due libri d'inchiesta: "Palude Venezia" sull'inchiesta giudiziaria per il presunto malaffare nella città metropolitana (di cui cura l'edizione) e la biografia contestualizzata del terrorista sudtirolese degli anni Sessanta Georg Klotz, leader dell'irredentismo armato filo-austriaco.

## Opere
- Paolo Cagnan, Marco Bergamo-Tutta la verità sui delitti di Bolzano, I libri neri, 1994.
- Paolo Cagnan, Il comandante Gonzalo va alla guerra. Un sudtirolese guerrigliero in Bolivia, Massari, 1997, ISBN 9788845701047.
- Paolo Cagnan, Miguel. Leben und Sterben eines Guerilleros aus Südtirol, Massari Editore, 1998, ISBN 8845701069
- Paolo Cagnan, Delitti e misteri. I trenta casi di cronaca nera più clamorosi, misteriosi e intriganti dal dopoguerra ad oggi in Alto Adige, Curcu & Genovese, 2000, ISBN 8887534187.
- Paolo Cagnan, Trov@te il pilota Wisner, Sperling & Kupfer, 2001, ISBN 9788820032616.
- Paolo Cagnan, Similaun e Juanita. Il mistero delle mummie rubate, Sperling & Kupfer, 2003, ISBN 8820036002.
- Paolo Cagnan, Trilogia in giallo, Curcu & Genovese, 2005, ISBN 9788887534863.
- Paolo Cagnan (a cura di), Le forme dell'acqua, Museo Tridentino di Scienze Naturali e Trentino, 2008, vendita in abbinamento
- Paolo Cagnan, Con tutti i posti che ci sono... Cronache semiserie lungo la Transiberiana, Vallecchi (2 ediz.), 2009, ISBN 9788884271648.
- Paolo Cagnan, Lo slang di Bolzano, Curcu & Genovese (2 ediz.), 2011, ISBN 8896737524.
- Paolo Cagnan, Ricordi di naia alpina, Curcu & Genovese, 2012, ISBN 9788896737569.
- Paolo Cagnan, Avventura Overland, Gremese, 2012, ISBN 9788884407238.
- Paolo Cagnan (a cura di), 'Ndrangheta all'emiliana, La Repubblica, 2015, vendita in abbinamento.
- Paolo Cagnan, Agnese Spinelli, Pietro Rivasi, Carlo Vannini. «Reggiane», Corsiero Editore, 2017, ISBN 9788898420636.
- Paolo Cagnan, Naja alpina. Le immagini, i ricordi (a cura di), Finegil Editoriale, 2017.
- Paolo Cagnan, Anatomia di un serial killer. Marco Bergamo. Storia del mostro di Bolzano, Athesia, 2023, ISBN 9788868397197.
- Paolo Cagnan, Il delitto Waldner, La Gazzetta dello Sport, 2023, vendita in abbinamento.
- Paolo Cagnan (a cura di), Palude Venezia. Tangenti, interessi e affari: l'inchiesta che travolge la Serenissima, negli atti d'accusa, ilNordEst.Libri, 2024, vendita in abbinamento
- Paolo Cagnan, Georg Klotz e l'indipendentismo armato tirolese, Corriere della Sera, 2024, vendita in abbinamento

## Premi
- 1999 - Premio Pierluca Pontrandolfo per Il comandante Gonzalo va alla guerra. Un sudtirolese guerrigliero in Bolivia[6]
- 2000 - Premio Autori da scoprire sezione saggistica, per Trov@te il pilota Wisner[7]
- 2002 - Premio Autori da scoprire sezione narrativa per La mummia, poi pubblicato come Similaun e Juanita. Il mistero delle mummie rubate[7]